# Ishman Bracey
Pour les articles homonymes, voir Bracey.
Ishman Bracey (9 janvier 1901 - 12 février 1970), est un chanteur et guitariste de blues du Mississippi, considéré un des premiers et des plus importants interprètes de Delta blues.
Avec Tommy Johnson, il était le centre d'un petit groupe de musiciens à Jackson dans les années 1920. Son nom est parfois orthographié de façon incorrecte (« Ishmon ») dans certaines sources et sur quelques disques.
Après des années à jouer du blues, il est devenu pasteur.